# Typhlodromus diumbokus
Typhlodromus diumbokus är en spindeldjursart som beskrevs av Schicha och Corpuz-Raros 1992. Typhlodromus diumbokus ingår i släktet Typhlodromus och familjen Phytoseiidae. Inga underarter finns listade i Catalogue of Life.